# Adolf von Möller
Adolf Peter von Möller (i riksdagen kallad von Möller i Skottorp), född 31 januari 1855 i Skummeslövs församling, Hallands län, död där 18 september 1932, var en svensk godsägare och riksdagsledamot.
von Möller var yngste son till Peter Möller (1809–1883) och dennes andra hustru Sofia Silfverschiöld. Fadern adlades von Möller 1860. Sonen Adolf avlade studentexamen i Halmstad 1874 och inskrevs samma år som student vid Uppsala universitet, där han dock ej avlade någon examen. År 1884 förvärvade han såväl Skottorps som Dömestorps gods (det senare avyttrat 1920) i Halland. Han var, såsom representant för högern, ledamot av första kammaren 1891–1909 för Hallands läns valkrets.
Efter sin äldre halvbroder Peter von Möllers (1839–1922) död blev Adolf von Möller själv huvudman för ätten, men eftersom han var barnlös utdog denna med honom.